# Ким Да Уль
Ким Да Уль (кор. 김다울; 31 мая 1989 года — 19 ноября 2009 года) — южнокорейская супермодель и блогер. Её фотографии регулярно появлялись на обложках таких журналов, как британский Vogue, i-D и Dazed & Confused.

## Карьера
Ким Да Уль родилась в Сеуле, Южная Корея, 31 мая 1989 года. Фотографии Ким регулярно появлялись на обложках таких журналов, как британский Vogue, i-D и Dazed & Confused, на обложках корейской версии Vogue в августе 2007 и мае 2008 и в Harper’s Bazaar в июле 2008 года. Дебютировала на международном показе на Неделе моды в Париже в 2007 году.
Регулярно работала с такими дизайнерами, как Карл Лагерфельд, Вивьен Вествуд, Chanel, Александр Маккуин и Кристофер Кейн. Также участвовала в показах мод для H&M и Gap. В 2008 году журнал Anan признал Ким Да Уль моделью года.
Появилась 3-м сезоне южнокорейского шоу «Я — модель». В июне 2009 года снялась обнаженной для i-D, вызвав волну критики у себя на родине. Карьера Ким получила новое развитие, когда она в 2009 году переехала в Париж для работы с агентством NEXT Model Management.
Незадолго до своей смерти появилась на обложке австралийского Russh и в нескольких рекламных роликах, снятых для Topshop, Richard Nicoll и Chanel.

## Смерть
Ким Да Уль повесилась в своей парижской квартире 19 ноября 2009 года в возрасте 20 лет. Французские следователи заключили, что имел место суицид. До этого Ким длительное время страдала от депрессии. С 2007 года в блоге Ким появлялись записи о ненависти к себе и усталости.

«Я готова размозжить своё лицо. Моя жизнь, жизнь Да Уль такая ничтожная и одинокая. Прошу, развейте моё одиночество в следующей жизни. Люблю вас всех. Да Уль»
«I am going to smash my face… My life as Daul was so miserable and lonely. Please join my loneliness in another world. I love you all. Daul»

 «Шучу. Я в порядке. Просто устала»
«KIDDING. I’m fine. Just tired».
Ким Да Уль также сообщала, что страдает от бессонницы.